# The Tortoise and the Hare
The Tortoise and the Hare es un cortometraje animado de 1935 producido por Walt Disney y dirigido por Wilfred Jackson. La cinta es parte de la serie Silly Symphonies y su historia está basada en la fábula La liebre y la tortuga. Ganó un premio Óscar en la categoría de mejor cortometraje animado.

## Trama
La historia es protagonizada por una tortuga (Toby) y una liebre (Max), quienes han organizado una carrera a la cual han asistido numerosos animales. Mientras la liebre es la favorita del público presente, la tortuga recibe burlas y risas. Al comenzar la carrera, Max corre a gran velocidad, dejando atrás a su contrincante, que avanza lentamente. Confiada por su ventaja, la liebre decide tomar una siesta, lo que es aprovechado por Toby. Al ver cómo su contrincante la sobrepasa, la liebre se levanta y corre nuevamente, pasando al primer lugar. Sin embargo, Max vuelve a distraerse, esta vez por un grupo de conejas a las cuales enseña sus dotes deportivas. Mientras hace esto, Toby sigue corriendo, acercándose cada vez más a la meta. Max se da cuenta e intenta llegar primero que ella, pero no puede, y la tortuga gana la carrera.